# Juliusz Bursche

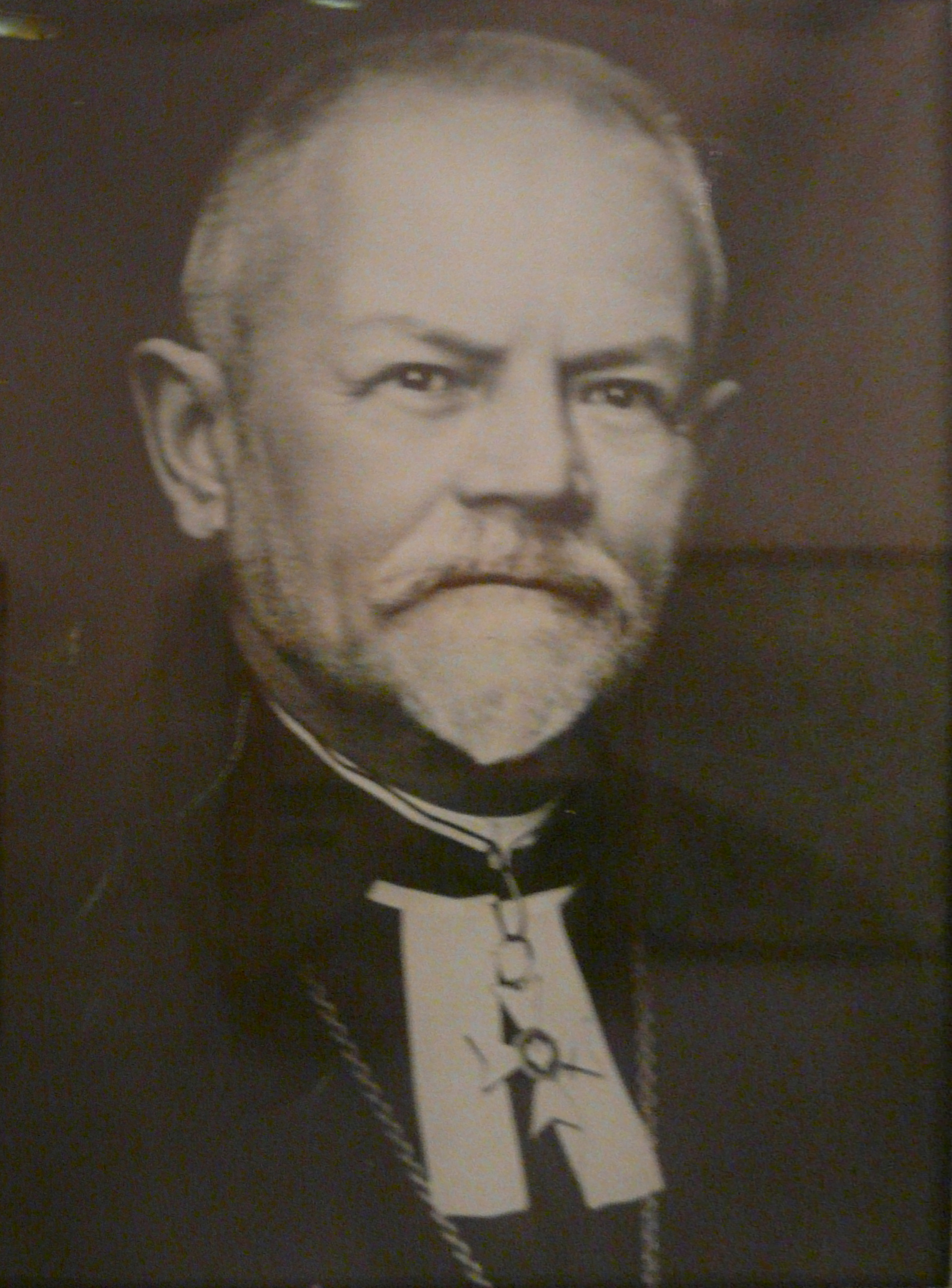
Porträt im Beskidenmuseum

Juliusz Bursche (* 16. September 1862 in Kalisch, Kongresspolen, Russisches Kaiserreich; † 20. Februar 1942 in Berlin) war ein polnischer evangelischer Geistlicher, Verleger und Landesbischof von Polen.

## Leben

### Kindheit
Juliusz Bursche wurde als ältestes von insgesamt zehn Kindern (in zwei Ehen) des damaligen Vikars der Evangelischen Gemeinde in Kalisch, Ernst Wilhelm Bursche, und seiner ersten Gemahlin Mathilda geb. Müller geboren. Die väterliche Familie stammte aus Schlesien; Ernst Wilhelms Vater, ein einfacher schlesischer Weber, wanderte um 1820 in Kongresspolen ein und ließ sich in Turek, in der Nähe von Kalisch, nieder. Nach einigen Jahren zog die Familie Ernst Wilhelms nach Zgierz bei Łódź, wo der Vater zum Pfarrer gewählt wurde. Hier wurde Juliusz’ ebenso berühmter Halbbruder Edmund Bursche (1881–1940) geboren.

### Studien
1872 begann Bursche seine Ausbildung am Städtischen Gymnasium (heute: Adam-Asnyk-Lyzeum) in Kalisch. Nach einigen Jahren wurde der Vater nach Płock versetzt, wo er zum Superintendenten ernannt wurde: Juliusz musste seine Heimatstadt verlassen und die Ausbildung am IV. Staatlichen Gymnasium zu Warschau fortsetzen. Nach dem Abitur immatrikulierte er sich an der Fakultät für Evangelische Theologie der Kaiserlichen Universität Dorpat. Hier gehörte er zur polnischen Landsmannschaft „Konwent Polonia“ und zum Arbeitskreis der polnischen evangelischen Theologen, der von den Ideen des Warschauer Pfarrers Leopold Otto beeinflusst war: Otto war überzeugt, dass die Zeit gekommen sei, mit dem stereotypen Denken „Pole – Katholik, Deutscher – Lutheraner“ zu brechen, und dass die evangelische Kirche Polens vor neuen, übernationalen Aufgaben stehe.

### Arbeit als Seelsorger und Oberhaupt der Kirche (bis 1918)

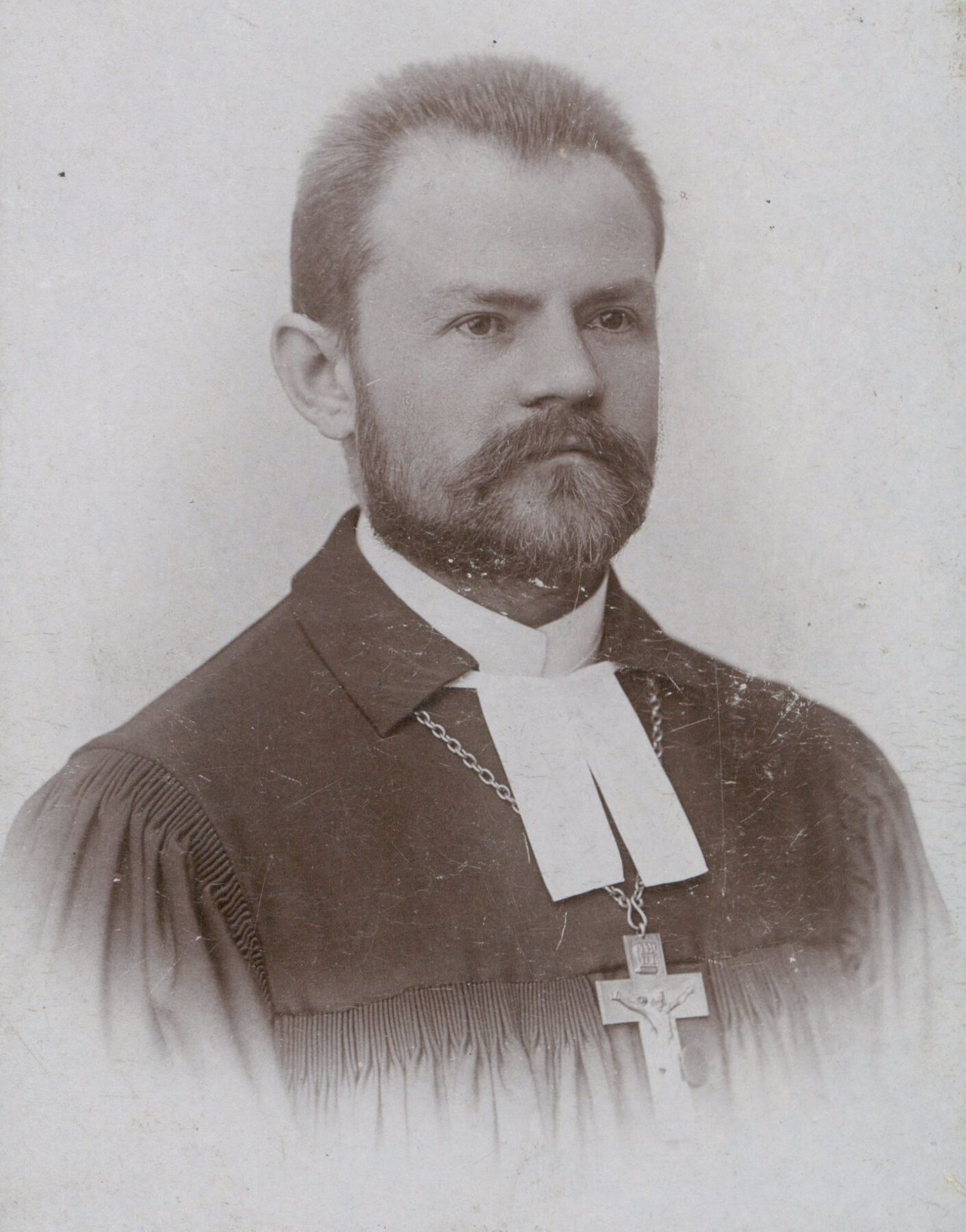
Juliusz Bursche (1905)

Nach der Beendigung des Studiums wurde Bursche 1884 zum Pastor in Kongresspolen ordiniert. Nach einer kurzen Tätigkeit als Vikar in Warschau wurde er zum Pfarrer in Żyrardów gewählt. 1888 kehrte er nach Warschau zurück, wurde hier Diakon und 1898 Pastor Primarius der großen lutherischen Gemeinde der polnischen Hauptstadt. Schon früher als vorzüglicher Organisator und Prediger bekannt, nahm er nun in der Nachfolge Leopold Ottos die verlegerische Tätigkeit auf und verlegte ein paar hundert Bücher von religiösem Inhalt, eine Zeitschrift (Zwiastun, „Der Verkünder“), die bis heute existiert, und stellte ein Gesangbuch zusammen, das bis 1939 in Gebrauch war. Bursche war Gründungsmitglied des „Zentralkomitees für Schlesien, Kaschubien und Masuren“ (Komitet Centraly dla Śląska, Kaszub i Mazur) und unterstützte die Gründung der Masurischen Volkspartei im November 1896. Um 1901 wurde er ins Konsistorium gewählt und schließlich im Jahre 1904 zum General-Superintendenten, dem Oberhaupt der Evangelischen Kirche Kongresspolens, ernannt. Als solcher setzte er ein Jahr später, nach der Synode von 1905, durch, dass Gottesdienste in polnischer Sprache neben der bisher alleinherrschenden deutschen erlaubt wurden. In der 1849 gegründeten Evangelischen Kirche des Königreichs Polen (Kongresspolen) bildeten die ethnischen Polen eine Minderheit, die, besonders im Raum Warschau, einen ständigen Zuzug von assimilierten Deutschstämmigen erhielt. Die übrigen Evangelischen, die vor allem in der Gegend von Łódź, Kalisz, Płock sowie in den deutschen Siedlungen an der ostpreußischen Grenze und in Wolhynien konzentriert waren, behielten in großer Mehrheit die deutsche Sprache und Kulturtradition bei.
Bursches Bestreben war es, die in Kongresspolen ansässigen Lutheraner dahin zu führen, dass sie sich, unabhängig von ihrer Nationalität, als Bekenner derselben Konfession fühlten. Selbst hielt er Gottesdienste und akzentfreie hervorragende Predigten in beiden Sprachen.
In den Augen der russischen Behörden waren aber die Lutheraner in Kongresspolen weiterhin Deutsche; nach dem Kriegsausbruch 1914 begann die Deportation der Evangelischen ins eigentliche Russland. Kurz vor der Einnahme Warschaus durch die Deutschen im Jahre 1915 wurde Bursche selbst nach Moskau verbracht, wo er bis zur ersten russischen Revolution von 1917 verweilte. Von der Kerenski-Regierung erhielt er dann die Ausreiseerlaubnis nach Stockholm.
1916 schufen die Besatzungsmächte Deutsches Reich und Österreich-Ungarn ein „unabhängiges Königreich Polen“ (genannt „Regentschaftskönigreich Polen“) auf dem Gebiete Kongresspolens. Mit der Unterstützung der deutschen Zivilverwaltung und der Militärbehörden versuchten nun die sog. „Łódźer Aktivisten“ eine unabhängige Deutsche Evangelische Kirche Polens zu schaffen, deren Verwaltung und Schulwesen völlig autonom gegenüber dem polnischen Staate sein sollten. In Abwesenheit des Oberhauptes der Kirche rief der Warschauer Generalgouverneur General Hans von Beseler eine Synode zusammen, die in Łódź tagte (18.–19. Oktober 1917) und die Pläne der Łódźer Aktivisten gutheißen sollte. Die Synode brachte kein Ergebnis; denn die große Warschauer Gruppe verließ sie in Protest gegen die Politisierung der Evangelischen Kirche.

### In der Zweiten Polnischen Republik (1918–1939)
Am 17. Februar 1918 kehrte Bursche nach Warschau zurück und wurde zum Mitglied des Staatsrats ernannt. Schon während der letzten Phase des Regentschaftskönigreichs arbeitete er einen Gesetzentwurf aus, in welchem er schrieb: „Die Aufgabe der Kirche ist, das Evangelium zu verbreiten, unter Polen, unter solchen Polen, die früher Deutsche waren und deutsche Namen tragen, und unter denen, die Deutsche sind, nicht das Polentum oder das Deutschtum zu verkünden“.
Während der ganzen Epoche der Zweiten Republik musste sich Bursche mit der deutschsprachigen und -freundlichen Opposition innerhalb der Kirche auseinandersetzen. Eine große Gruppe von deutschsprachigen Pastoren unter der Führung Richard Ernst Wagners boykottierte und behinderte alle seine Maßnahmen, die auf Versöhnung und Zusammenarbeit zwischen den beiden Bevölkerungsgruppen hinzielten. Selbst war er loyaler Bürger des neuen polnischen Staates: 1919 wurde er als Experte zur Friedenskonferenz in Versailles entsandt, wo er sich den Plänen einer Volksabstimmung im Ermland, in Masuren und Teilen von Westpreußen widersetzte und die sofortige Übertragung dieser Gebiete an Polen forderte. Schon ab 1918 war er Vorsitzender des Masurenkomitees, des Rates der Evangelischen Kirchen in Polen und der Gesellschaft für Geschichte der Reformation in Polen. Bei der dennoch durchgeführten Abstimmung im Abstimmungsgebiet Allenstein, in der sich 97 Prozent der Teilnehmer für den Verbleib bei Deutschland entschieden, hatte er den Vorsitz des (polnischen) masurischen Abstimmungskomitees (Mazurski Komitet Plebiscytowy) inne, das für einen Anschluss des südlichen Ostpreußens an Polen eingetreten war. In den Jahren 1922 bis 1939 war er auch Herausgeber und Chefredakteur der Gazeta Mazurska („Masurische Zeitung“).
1936 gelang es Bursche, trotz einiger Vorbehalte, die Verhandlungen mit dem Ministerium für Religions- und Bekenntnisangelegenheiten über eine neue Kirchenverfassung abzuschließen. Die Evangelische Kirche erhielt – erstmals in ihrer Geschichte – eine presbyterial-synodale Ordnung. Die Regierung sicherte sich jedoch die Mitsprache bei der Besetzung der Pfarrstellen und kirchenleitenden Ämter. Bursche selbst wurde 1937 der erste Landesbischof seiner Kirche. Da die deutschen Pastoren und Laien 1937 in den Senioratswahlen keine Mehrheiten erreichen konnten, boykottierten sie die darauffolgende Landessynode und bildeten im Frühjahr 1939 eine (illegale, da vom Staat nicht anerkannte) Deutsche Evangelische Kirche in Polen, die sich als unabhängig vom Warschauer Konsistorium erklärte.

### Im Zweiten Weltkrieg
Am 6. September 1939 erhielt Bursche den Befehl der polnischen Regierung, die belagerte Hauptstadt und das Land zu verlassen. Er gehorchte dem Befehl nur zur Hälfte und begab sich nach Lublin, wo er die seelsorgerische Arbeit in der dortigen evangelischen Gemeinde aufnahm. Am 3. Oktober wurde er vom SD verhaftet und im Gefängnis von Radom eingesperrt, danach am 13. Oktober nach Berlin ins Gestapo-Gefängnis in der Albrechtstraße verbracht. Die Listen, mittels derer der SD Bursche und weitere Pastoren festnahm, waren unter Mitwirkung des Kirchlichen Außenamtes der Deutschen Evangelischen Kirche erstellt worden. Die Verhöre wurden von Reinhard Heydrich geleitet. Man warf ihm vor, dass er seinen deutschen Ursprung verraten, die deutschen evangelischen Kirchen in Großpolen, Oberschlesien und Galizien bekämpft, die Polonisierung seiner Kirche betrieben und in Versailles und Masuren gegen die Interessen des Deutschen Reiches gearbeitet habe usw. Ende Januar 1940 wurde er in das KZ Sachsenhausen verbracht und dort im „Zellenbau“ gehalten, der für prominente Häftlinge vorgesehen war. Viele protestantische Bischöfe und auch katholische Kreise aus ganz Europa versuchten vergeblich, seine Entlassung zu erwirken. Das Kirchliche Außenamt der Deutschen Evangelischen Kirche behauptete, keine Kenntnis über den Aufenthaltsort Bursches zu besitzen, obwohl es durch Mittelsmänner über die Verhöre und die Überstellung in das KZ Sachsenhausen informiert worden war.
Ende Februar 1942 benachrichtigte die Warschauer Gestapo die Töchter des Bischofs, dass er am 20. Februar dieses Jahres im Alter von 80 Jahren im Gefängnis Moabit gestorben sei.

### Familie
Bursche heiratete 1885 Amalie Helena geb. Krusche, sie bekamen einen Sohn und vier Töchter.
Juliusz Bursches einziger Sohn Stefan Bursche (* 1887) wurde 1940 von der Gestapo erschossen. Beide besitzen ein symbolisches Grab auf dem Evangelischen Friedhof in Warschau. Die Tochter Helena, langjährige Rektorin des Evangelischen Anna-Wasa-Mädchengymnasiums in Warschau, starb 1975. Die zweite Tochter Aniela, nach 1945 Redakteurin der Kirchenzeitschrift Zwiastun, lebte bis 1980 in Warschau.
Der jüngere Bruder des Bischofs, Emil Bursche (* 9. Juni 1872 in Zgierz; † 10. November 1934 in Warschau), war Arzt und jahrzehntelang Chef des Evangelischen Krankenhauses in der polnischen Hauptstadt.

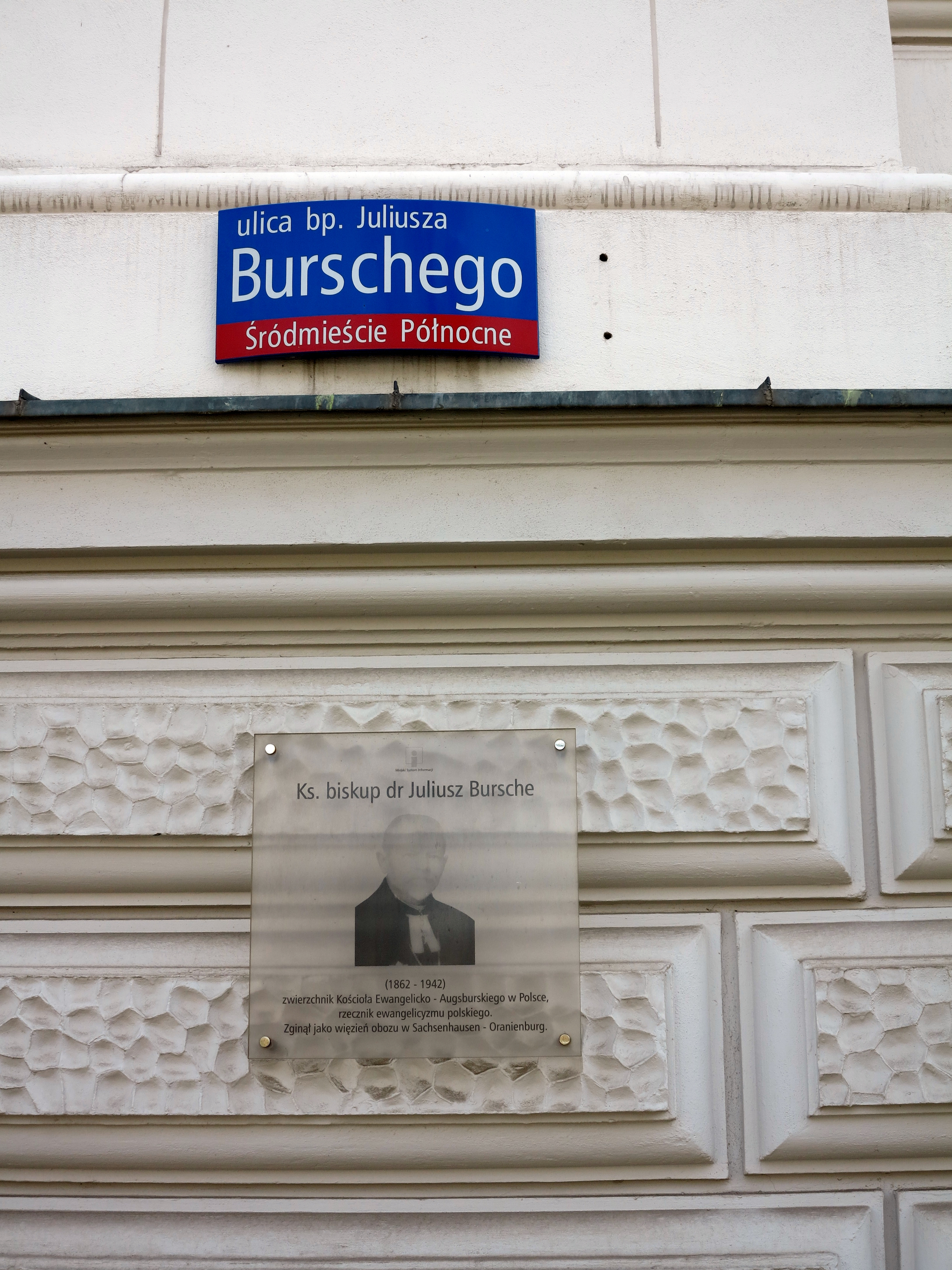
Straßenschild Bischof-Juliusz-Bursche-Straße in Warschau

## Nachleben
Die NS-Behörden verweigerten die Herausgabe der Urne mit der Asche Bursches. Die Angehörigen erfuhren nicht, ob er wirklich an diesem Tag und unter welchen Umständen er gestorben war.
Das Grab, in dem die Urne Bursches anonym beigesetzt worden war, wurde im Oktober 2017 auf dem Städtischen Friedhof in der Humboldtstraße in Berlin-Reinickendorf entdeckt. Im November 2018 wurde eine Urne mit Erde vom Berliner Friedhof symbolisch auf dem evangelischen Friedhof in Warschau beigesetzt.